# Élections législatives de 1993 dans la Seine-Saint-Denis
Les élections législatives françaises de 1993 se déroulent les 21 et 28 mars 1993. Dans le département de la Seine-Saint-Denis, treize députés sont à élire dans le cadre de treize circonscriptions.

## Élus
| Circonscription | Député sortant      | Parti | Parti | Député élu ou réélu | Parti | Parti |
| --------------- | ------------------- | ----- | ----- | ------------------- | ----- | ----- |
| 1re             | Gilbert Bonnemaison |       | PS    | Raoul Béteille      |       | RPR   |
| 2e              | Marcelin Berthelot  |       | PCF   | Patrick Braouezec   |       | PCF   |
| 3e              | Muguette Jacquaint  |       | PCF   | Muguette Jacquaint  |       | PCF   |
| 4e              | Louis Pierna        |       | PCF   | Louis Pierna        |       | PCF   |
| 5e              | Jean-Claude Gayssot |       | PCF   | Jean-Claude Gayssot |       | PCF   |
| 6e              | Claude Bartolone    |       | PS    | Claude Bartolone    |       | PS    |
| 7e              | Jean-Pierre Brard   |       | PCF   | Jean-Pierre Brard   |       | PCF   |
| 8e              | Robert Pandraud     |       | RPR   | Robert Pandraud     |       | RPR   |
| 9e              | Roger Gouhier       |       | PCF   | Véronique Neiertz   |       | PS    |
| 10e             | Jacques Delhy       |       | PS    | Jean-Claude Abrioux |       | RPR   |
| 11e             | François Asensi     |       | PCF   | François Asensi     |       | PCF   |
| 12e             | Éric Raoult         |       | RPR   | Éric Raoult         |       | RPR   |
| 13e             | Jacques Mahéas      |       | PS    | Christian Demuynck  |       | RPR   |

## Positionnement des partis
Les candidats d'alliance RPR-UDF et divers droite se présentent sous la bannière de l'Union pour la France et ceux du Parti socialiste derrière l'Alliance des Français pour le Progrès. Par ailleurs, Les Verts et Génération écologie s'unissent sous l'étiquette Entente des écologistes.

## Résultats

### Résultats à l'échelle du département
| Parti          | Parti                                       | Premier tour | Premier tour | Second tour | Second tour | Sièges |
| Parti          | Parti                                       | Voix         | %            | Voix        | %           | Sièges |
| -------------- | ------------------------------------------- | ------------ | ------------ | ----------- | ----------- | ------ |
|                | Rassemblement pour la République            | 80 737       | 19,25        | 130 691     | 33,65       | 5      |
|                | Union pour la démocratie française          | 37 152       | 8,86         | 44 832      | 11,54       | 0      |
|                | Divers droite                               | 11 782       | 2,81         |             |             | 0      |
|                | Centre national des indépendants et paysans | 1 071        | 0,26         | 0           |             |        |
|                | Union pour la France                        | 130 742      | 31,17        | 175 523     | 45,19       | 5      |
|                |                                             |              |              |             |             |        |
|                | Parti socialiste                            | 53 170       | 12,68        | 51 461      | 13,25       | 2      |
|                | Mouvement des radicaux de gauche            | 5 319        | 1,27         |             |             | 0      |
|                | Divers gauche                               | 2 746        | 0,65         | 0           |             |        |
|                | Alliance des Français pour le progrès       | 61 235       | 14,60        | 51 461      | 13,25       | 2      |
|                |                                             |              |              |             |             |        |
|                | Génération écologie                         | 17 536       | 4,18         |             |             | 0      |
|                | Les Verts                                   | 13 220       | 3,15         | 0           |             |        |
|                | Entente des écologistes                     | 30 756       | 7,33         |             |             | 0      |
|                |                                             |              |              |             |             |        |
|                | Parti communiste français                   | 83 810       | 19,98        | 113 413     | 29,20       | 6      |
|                | Front national                              | 77 876       | 18,57        | 48 034      | 12,37       | 0      |
|                | Extrême gauche dont LCR, LO, PT et SÉGA     | 12 330       | 2,94         |             |             | 0      |
|                | Divers écologiste dont LT-LNÉ               | 11 142       | 2,66         | 0           |             |        |
|                | Divers                                      | 5 614        | 1,34         | 0           |             |        |
|                | Extrême droite                              | 4 736        | 1,13         | 0           |             |        |
|                | Mouvement des citoyens                      | 1 216        | 0,29         | 0           |             |        |
|                |                                             |              |              |             |             |        |
| Inscrits       | Inscrits                                    | 680 453      | 100,00       | 680 395     | 100,00      | 13     |
| Abstentions    | Abstentions                                 | 245 180      | 36,03        | 248 146     | 36,47       |        |
| Votants        | Votants                                     | 435 273      | 63,97        | 432 249     | 63,53       |        |
| Blancs et nuls | Blancs et nuls                              | 15 816       | 3,63         | 43 818      | 10,14       |        |
| Exprimés       | Exprimés                                    | 419 457      | 96,37        | 388 431     | 89,86       |        |

### Résultats par circonscription

#### Première circonscription (Saint-Denis-Sud)
| Candidat       | Candidat                    | Parti          | Premier tour | Premier tour | Second tour | Second tour |  |
| Candidat       | Candidat                    | Parti          | Voix         | %            | Voix        | %           |  |
| -------------- | --------------------------- | -------------- | ------------ | ------------ | ----------- | ----------- |  |
|                | Raoul Béteille élu          | app. RPR (UPF) | 7 972        | 26,97        | 14 630      | 51,96       |  |
|                | Josiane Andros              | PCF            | 5 613        | 18,99        | 13 525      | 48,04       |  |
|                | Pierre Pauty                | FN             | 5 555        | 18,79        |             |             |  |
|                | Gilbert Bonnemaison sortant | PS (ADFP)      | 5 188        | 17,55        |             |             |  |
|                | Michel Bourgain             | Les Verts (EÉ) | 2 548        | 8,62         |             |             |  |
|                | Georges Fournier            | LT-LNÉ         | 811          | 2,74         |             |             |  |
|                | Serge Le Balc'h             | LO             | 711          | 2,41         |             |             |  |
|                | Jean-Philippe Suire         | UDI            | 617          | 2,09         |             |             |  |
|                | Yvon Magne                  | UÉD            | 396          | 1,34         |             |             |  |
|                | Roland Hélie                | AP             | 151          | 0,51         |             |             |  |
|                |                             |                |              |              |             |             |  |
| Inscrits       | Inscrits                    | Inscrits       | 49 588       | 100,00       | 49 588      | 100,00      |  |
| Abstentions    | Abstentions                 | Abstentions    | 18 909       | 38,13        | 19 278      | 38,88       |  |
| Votants        | Votants                     | Votants        | 30 679       | 61,87        | 30 310      | 61,12       |  |
| Blancs et nuls | Blancs et nuls              | Blancs et nuls | 1 117        | 3,64         | 2 155       | 7,11        |  |
| Exprimés       | Exprimés                    | Exprimés       | 29 562       | 96,36        | 28 155      | 92,89       |  |

#### Deuxième circonscription (Saint-Denis-Nord)
| Candidat       | Candidat              | Parti          | Premier tour | Premier tour | Second tour | Second tour |  |
| Candidat       | Candidat              | Parti          | Voix         | %            | Voix        | %           |  |
| -------------- | --------------------- | -------------- | ------------ | ------------ | ----------- | ----------- |  |
|                | Patrick Braouezec élu | PCF            | 8 359        | 29,09        | 17 022      | 61,82       |  |
|                | Franck Timmermans     | FN             | 6 456        | 22,46        | 10 512      | 38,18       |  |
|                | Gérard Delattre       | UDF (PR)       | 5 770        | 20,08        |             |             |  |
|                | Henri Weber           | PS (ADFP)      | 3 094        | 10,77        |             |             |  |
|                | Hayette Boudjemia     | GÉ (EÉ)        | 1 532        | 5,33         |             |             |  |
|                | Marianne Mancini      | LT-LNÉ         | 656          | 2,28         |             |             |  |
|                | Maurice Lombard       | Divers         | 571          | 1,99         |             |             |  |
|                | Idilio Valdenebro     | LO             | 482          | 1,68         |             |             |  |
|                | Sylvie Delsart        | SÉGA           | 461          | 1,6          |             |             |  |
|                | Christian Bensimon    | LCR            | 403          | 1,4          |             |             |  |
|                | Claudine Chevreau     | PT             | 293          | 1,02         |             |             |  |
|                | Serge Lesein          | AP             | 238          | 0,83         |             |             |  |
|                | Ferdinand Bramoulle   | CNIP           | 230          | 0,8          |             |             |  |
|                | Fodhil Hamoudi        | Divers         | 194          | 0,68         |             |             |  |
|                |                       |                |              |              |             |             |  |
| Inscrits       | Inscrits              | Inscrits       | 48 339       | 100,00       | 48 332      | 100,00      |  |
| Abstentions    | Abstentions           | Abstentions    | 18 475       | 38,22        | 18 406      | 38,08       |  |
| Votants        | Votants               | Votants        | 29 864       | 61,78        | 29 926      | 61,92       |  |
| Blancs et nuls | Blancs et nuls        | Blancs et nuls | 1 125        | 3,77         | 2 392       | 7,99        |  |
| Exprimés       | Exprimés              | Exprimés       | 28 739       | 96,23        | 27 534      | 92,01       |  |

#### Troisième circonscription (Aubervilliers)
| Candidat       | Candidat                           | Parti          | Premier tour | Premier tour | Second tour | Second tour |  |
| Candidat       | Candidat                           | Parti          | Voix         | %            | Voix        | %           |  |
| -------------- | ---------------------------------- | -------------- | ------------ | ------------ | ----------- | ----------- |  |
|                | Muguette Jacquaint sortante réélue | PCF            | 8 517        | 29,32        | 15 524      | 54,16       |  |
|                | Frédéric Gailland                  | UDF (CDS)      | 6 667        | 22,95        | 13 139      | 45,84       |  |
|                | Guillaume Fiquet                   | FN             | 5 733        | 19,73        |             |             |  |
|                | Jacques Salvator                   | PS (ADFP)      | 2 817        | 9,7          |             |             |  |
|                | Zaïr Kédadouche                    | GÉ (EÉ)        | 1 634        | 5,62         |             |             |  |
|                | Corinne Lacolley                   | LT-LNÉ         | 970          | 3,34         |             |             |  |
|                | Roland Taysse                      | SÉGA           | 816          | 2,81         |             |             |  |
|                | Michel Jouannin                    | LO             | 539          | 1,86         |             |             |  |
|                | André Fouquet                      | AP             | 476          | 1,64         |             |             |  |
|                | Michèle Fricheteau                 | Divers         | 360          | 1,24         |             |             |  |
|                | Alain Ketterer                     | CNIP           | 263          | 0,91         |             |             |  |
|                | Danielle Clause                    | PT             | 261          | 0,9          |             |             |  |
|                |                                    |                |              |              |             |             |  |
| Inscrits       | Inscrits                           | Inscrits       | 50 379       | 100,00       | 50 378      | 100,00      |  |
| Abstentions    | Abstentions                        | Abstentions    | 20 184       | 40,06        | 20 145      | 39,99       |  |
| Votants        | Votants                            | Votants        | 30 195       | 59,94        | 30 233      | 60,01       |  |
| Blancs et nuls | Blancs et nuls                     | Blancs et nuls | 1 142        | 3,78         | 1 570       | 5,19        |  |
| Exprimés       | Exprimés                           | Exprimés       | 29 053       | 96,22        | 28 663      | 94,81       |  |

#### Quatrième circonscription (Stains)
| Candidat       | Candidat                   | Parti          | Premier tour | Premier tour | Second tour | Second tour |  |
| Candidat       | Candidat                   | Parti          | Voix         | %            | Voix        | %           |  |
| -------------- | -------------------------- | -------------- | ------------ | ------------ | ----------- | ----------- |  |
|                | Louis Pierna sortant réélu | PCF            | 7 827        | 28,72        | 14 137      | 52,53       |  |
|                | André Veyssière            | RPR (UPF)      | 7 424        | 27,24        | 12 776      | 47,47       |  |
|                | Yves Baudouin              | FN             | 5 016        | 18,4         |             |             |  |
|                | Gérard Fuchs               | PS (ADFP)      | 2 772        | 10,17        |             |             |  |
|                | Patrick Benkemoun          | Les Verts (EÉ) | 1 615        | 5,93         |             |             |  |
|                | Nicole Fischer             | LT-LNÉ         | 794          | 2,91         |             |             |  |
|                | Philippe Gaillard          | LO             | 463          | 1,7          |             |             |  |
|                | Joël Demare                | AP             | 431          | 1,58         |             |             |  |
|                | Michèle Gapin              | Divers         | 367          | 1,35         |             |             |  |
|                | Jean-Yves Ramassamy        | Régionaliste   | 256          | 0,94         |             |             |  |
|                | Édouard Ciejka             | PT             | 198          | 0,73         |             |             |  |
|                | Christian Surmonne         | LCR            | 92           | 0,34         |             |             |  |
|                |                            |                |              |              |             |             |  |
| Inscrits       | Inscrits                   | Inscrits       | 43 867       | 100,00       | 43 866      | 100,00      |  |
| Abstentions    | Abstentions                | Abstentions    | 15 647       | 35,67        | 15 480      | 35,29       |  |
| Votants        | Votants                    | Votants        | 28 220       | 64,33        | 28 386      | 64,71       |  |
| Blancs et nuls | Blancs et nuls             | Blancs et nuls | 965          | 3,42         | 1 473       | 5,19        |  |
| Exprimés       | Exprimés                   | Exprimés       | 27 255       | 96,58        | 26 913      | 94,81       |  |

#### Cinquième circonscription (Bobigny)
| Candidat       | Candidat                          | Parti          | Premier tour | Premier tour | Second tour | Second tour |  |
| Candidat       | Candidat                          | Parti          | Voix         | %            | Voix        | %           |  |
| -------------- | --------------------------------- | -------------- | ------------ | ------------ | ----------- | ----------- |  |
|                | Jean-Claude Gayssot sortant réélu | PCF            | 11 724       | 35,82        | 19 952      | 63,95       |  |
|                | Michel Personnaz                  | FN             | 6 723        | 20,54        | 11 245      | 36,05       |  |
|                | Jean-Christophe Lagarde           | UDF (CDS)      | 6 704        | 20,48        |             |             |  |
|                | Gilles Lacan                      | PS (ADFP)      | 2 770        | 8,46         |             |             |  |
|                | Bernard Hache                     | GÉ (EÉ)        | 2 084        | 6,37         |             |             |  |
|                | Simone Hodgkinson                 | LT-LNÉ         | 855          | 2,61         |             |             |  |
|                | Alain Roulaud                     | LO             | 604          | 1,85         |             |             |  |
|                | Christine Lapers                  | Divers         | 486          | 1,48         |             |             |  |
|                | Gérald Gimié                      | UDI            | 230          | 0,7          |             |             |  |
|                | René Trapet                       | CNIP           | 228          | 0,7          |             |             |  |
|                | Dominique Berrou                  | LCR            | 194          | 0,59         |             |             |  |
|                | Françoise Corroyer                | AP             | 132          | 0,4          |             |             |  |
|                |                                   |                |              |              |             |             |  |
| Inscrits       | Inscrits                          | Inscrits       | 54 103       | 100,00       | 54 084      | 100,00      |  |
| Abstentions    | Abstentions                       | Abstentions    | 20 165       | 37,27        | 15 189      | 28,08       |  |
| Votants        | Votants                           | Votants        | 33 938       | 62,73        | 38 895      | 71,92       |  |
| Blancs et nuls | Blancs et nuls                    | Blancs et nuls | 1 204        | 3,55         | 7 698       | 19,79       |  |
| Exprimés       | Exprimés                          | Exprimés       | 32 734       | 96,45        | 31 197      | 80,21       |  |

#### Sixième circonscription (Pantin)
| Candidat       | Candidat                       | Parti          | Premier tour | Premier tour | Second tour | Second tour |  |
| Candidat       | Candidat                       | Parti          | Voix         | %            | Voix        | %           |  |
| -------------- | ------------------------------ | -------------- | ------------ | ------------ | ----------- | ----------- |  |
|                | Jean-Jack Salles               | UDF (CDS)      | 10 093       | 28,52        | 16 289      | 48,45       |  |
|                | Claude Bartolone sortant réélu | PS (ADFP)      | 6 981        | 19,72        | 17 330      | 51,55       |  |
|                | André Besnard                  | FN             | 5 847        | 16,52        |             |             |  |
|                | Daniel Mongeau                 | PCF            | 5 733        | 16,2         |             |             |  |
|                | Aline Archimbaud               | Les Verts (EÉ) | 3 259        | 9,21         |             |             |  |
|                | Arlette Laguiller              | LO             | 1 385        | 3,91         |             |             |  |
|                | Jenny Bernard                  | LT-LNÉ         | 750          | 2,12         |             |             |  |
|                | Daniel Philippot               | CNI            | 350          | 0,99         |             |             |  |
|                | Bertrand Walch                 | UÉD            | 295          | 0,83         |             |             |  |
|                | Richard Brunet                 | Divers droite  | 235          | 0,66         |             |             |  |
|                | Emmanuel Raymond               | Régionaliste   | 218          | 0,62         |             |             |  |
|                | Gérard Sfez                    | Divers droite  | 136          | 0,38         |             |             |  |
|                | Josette Moussit                | AP             | 111          | 0,31         |             |             |  |
|                |                                |                |              |              |             |             |  |
| Inscrits       | Inscrits                       | Inscrits       | 57 145       | 100,00       | 57 144      | 100,00      |  |
| Abstentions    | Abstentions                    | Abstentions    | 20 569       | 35,99        | 20 895      | 36,57       |  |
| Votants        | Votants                        | Votants        | 36 576       | 64,01        | 36 249      | 63,43       |  |
| Blancs et nuls | Blancs et nuls                 | Blancs et nuls | 1 183        | 3,23         | 2 630       | 7,26        |  |
| Exprimés       | Exprimés                       | Exprimés       | 35 393       | 96,77        | 33 619      | 92,74       |  |

#### Septième circonscription (Montreuil)
| Candidat       | Candidat                        | Parti          | Premier tour | Premier tour | Second tour | Second tour |  |
| Candidat       | Candidat                        | Parti          | Voix         | %            | Voix        | %           |  |
| -------------- | ------------------------------- | -------------- | ------------ | ------------ | ----------- | ----------- |  |
|                | Marc Gaulin                     | RPR (UPF)      | 8 332        | 29,36        | 13 323      | 46,03       |  |
|                | Jean-Pierre Brard sortant réélu | PCF            | 8 237        | 29,03        | 15 623      | 53,97       |  |
|                | Serge Balassi                   | FN             | 4 031        | 14,21        |             |             |  |
|                | Patrick Bazin                   | Les Verts (EÉ) | 2 641        | 9,31         |             |             |  |
|                | Daniel Cholley                  | PS (ADFP)      | 2 589        | 9,12         |             |             |  |
|                | Sophie Zafari                   | LCR            | 498          | 1,76         |             |             |  |
|                | Germaine Bauer                  | LO             | 487          | 1,72         |             |             |  |
|                | Alain Sacre                     | LT-LNÉ         | 410          | 1,44         |             |             |  |
|                | Pierre Béteille                 | Divers droite  | 329          | 1,16         |             |             |  |
|                | Jean-Michel Fournier            | RDRP           | 278          | 0,98         |             |             |  |
|                | Jean-Pierre Livieri             | Divers         | 194          | 0,68         |             |             |  |
|                | Bernard Keiser                  | PT             | 188          | 0,66         |             |             |  |
|                | François Fatoux                 | Extrême gauche | 104          | 0,37         |             |             |  |
|                | Charles Raynaud                 | PLN            | 56           | 0,2          |             |             |  |
|                |                                 |                |              |              |             |             |  |
| Inscrits       | Inscrits                        | Inscrits       | 45 335       | 100,00       | 45 319      | 100,00      |  |
| Abstentions    | Abstentions                     | Abstentions    | 15 919       | 35,11        | 14 911      | 32,9        |  |
| Votants        | Votants                         | Votants        | 29 416       | 64,89        | 30 408      | 67,1        |  |
| Blancs et nuls | Blancs et nuls                  | Blancs et nuls | 1 042        | 3,54         | 1 462       | 4,81        |  |
| Exprimés       | Exprimés                        | Exprimés       | 28 374       | 96,46        | 28 946      | 95,19       |  |

#### Huitième circonscription (Gagny)
| Candidat       | Candidat                      | Parti             | Premier tour | Premier tour | Second tour | Second tour |  |
| Candidat       | Candidat                      | Parti             | Voix         | %            | Voix        | %           |  |
| -------------- | ----------------------------- | ----------------- | ------------ | ------------ | ----------- | ----------- |  |
|                | Robert Pandraud sortant réélu | RPR (UPF)         | 16 041       | 42,88        | 21 106      | 71,82       |  |
|                | Martial Bild                  | FN                | 6 830        | 18,26        | 8 283       | 28,18       |  |
|                | Jean-Francis Dauriac          | MRG (ADFP)        | 5 319        | 14,22        |             |             |  |
|                | Jean-Claude Pruski            | GÉ (EÉ)           | 3 006        | 8,04         |             |             |  |
|                | Jean-Francois Meyer           | PCF               | 2 744        | 7,34         |             |             |  |
|                | Catherine Coutard             | MDC               | 816          | 2,18         |             |             |  |
|                | Jean-Marie Lenoir             | LO                | 709          | 1,9          |             |             |  |
|                | Jacqueline Lambert-Pancrazi   | Divers droite     | 677          | 1,81         |             |             |  |
|                | Nadine Guillaume              | LT-LNÉ            | 473          | 1,26         |             |             |  |
|                | Didier Chevreux               | Divers écologiste | 464          | 1,24         |             |             |  |
|                | Gilles Barboni                | Divers            | 330          | 0,88         |             |             |  |
|                |                               |                   |              |              |             |             |  |
| Inscrits       | Inscrits                      | Inscrits          | 59 331       | 100,00       | 59 329      | 100,00      |  |
| Abstentions    | Abstentions                   | Abstentions       | 20 374       | 34,34        | 23 723      | 39,99       |  |
| Votants        | Votants                       | Votants           | 38 957       | 65,66        | 35 606      | 60,01       |  |
| Blancs et nuls | Blancs et nuls                | Blancs et nuls    | 1 548        | 3,97         | 6 217       | 17,46       |  |
| Exprimés       | Exprimés                      | Exprimés          | 37 409       | 96,03        | 29 389      | 82,54       |  |

#### Neuvième circonscription (Bondy)
| Candidat       | Candidat               | Parti          | Premier tour | Premier tour | Second tour | Second tour |  |
| Candidat       | Candidat               | Parti          | Voix         | %            | Voix        | %           |  |
| -------------- | ---------------------- | -------------- | ------------ | ------------ | ----------- | ----------- |  |
|                | Christiane Calais      | UDF (PR)       | 7 918        | 23,42        | 15 404      | 47,62       |  |
|                | Véronique Neiertz élue | PS (ADFP)      | 6 976        | 20,63        | 16 944      | 52,38       |  |
|                | Gilles Barial          | FN             | 6 709        | 19,84        |             |             |  |
|                | Jean-Louis Mons        | PCF            | 6 274        | 18,56        |             |             |  |
|                | Georges Martory        | GÉ (EÉ)        | 2 180        | 6,45         |             |             |  |
|                | Roger Guillaume        | LT-LNÉ         | 1 124        | 3,32         |             |             |  |
|                | Jean-Louis Gaillard    | LO             | 751          | 2,22         |             |             |  |
|                | Dominique Sageloly     | Divers droite  | 717          | 2,12         |             |             |  |
|                | Raymond Magne          | UÉD            | 457          | 1,35         |             |             |  |
|                | Robert Noizillier      | AP             | 359          | 1,06         |             |             |  |
|                | Jean Descotes          | UDI            | 346          | 1,02         |             |             |  |
|                |                        |                |              |              |             |             |  |
| Inscrits       | Inscrits               | Inscrits       | 55 703       | 100,00       | 55 703      | 100,00      |  |
| Abstentions    | Abstentions            | Abstentions    | 20 658       | 37,09        | 21 061      | 37,81       |  |
| Votants        | Votants                | Votants        | 35 045       | 62,91        | 34 642      | 62,19       |  |
| Blancs et nuls | Blancs et nuls         | Blancs et nuls | 1 234        | 3,52         | 2 294       | 6,62        |  |
| Exprimés       | Exprimés               | Exprimés       | 33 811       | 96,48        | 32 348      | 93,38       |  |

#### Dixième circonscription (Aulnay-sous-Bois)
| Candidat       | Candidat                | Parti                      | Premier tour | Premier tour | Second tour | Second tour |  |
| Candidat       | Candidat                | Parti                      | Voix         | %            | Voix        | %           |  |
| -------------- | ----------------------- | -------------------------- | ------------ | ------------ | ----------- | ----------- |  |
|                | Jean-Claude Abrioux élu | RPR (UPF)                  | 8 587        | 28,85        | 14 781      | 62,74       |  |
|                | Mireille Roset          | FN                         | 6 104        | 20,51        | 8 779       | 37,26       |  |
|                | Jacques Delhy sortant   | PS (ADFP)                  | 4 272        | 14,35        |             |             |  |
|                | Bernard Labbé           | PCF                        | 3 687        | 12,39        |             |             |  |
|                | Jean-Marc Ambrosini     | GÉ (EÉ)                    | 2 363        | 7,94         |             |             |  |
|                | Jean-Jacques Orif       | Divers droite              | 1 497        | 5,03         |             |             |  |
|                | Pierre Coulardeau       | LT-LNÉ                     | 781          | 2,62         |             |             |  |
|                | Louis Pelaez            | Divers gauche (Maj. prés.) | 632          | 2,12         |             |             |  |
|                | Michel Bellenger        | Divers                     | 471          | 1,58         |             |             |  |
|                | Yves Guillemot          | LO                         | 455          | 1,53         |             |             |  |
|                | André Canovas           | Divers gauche              | 437          | 1,47         |             |             |  |
|                | Joëlle Legat            | AP                         | 273          | 0,92         |             |             |  |
|                | Jacques Nepveu          | PT                         | 205          | 0,69         |             |             |  |
|                |                         |                            |              |              |             |             |  |
| Inscrits       | Inscrits                | Inscrits                   | 49 031       | 100,00       | 49 025      | 100,00      |  |
| Abstentions    | Abstentions             | Abstentions                | 18 117       | 36,95        | 20 151      | 41,1        |  |
| Votants        | Votants                 | Votants                    | 30 914       | 63,05        | 28 874      | 58,9        |  |
| Blancs et nuls | Blancs et nuls          | Blancs et nuls             | 1 150        | 3,72         | 5 314       | 18,4        |  |
| Exprimés       | Exprimés                | Exprimés                   | 29 764       | 96,28        | 23 560      | 81,6        |  |

#### Onzième circonscription (Sevran)
| Candidat       | Candidat                      | Parti          | Premier tour | Premier tour | Second tour | Second tour |  |
| Candidat       | Candidat                      | Parti          | Voix         | %            | Voix        | %           |  |
| -------------- | ----------------------------- | -------------- | ------------ | ------------ | ----------- | ----------- |  |
|                | François Asensi sortant réélu | PCF            | 9 976        | 30,17        | 17 630      | 52,87       |  |
|                | Jacques Oudot                 | RPR (UPF)      | 8 166        | 24,7         | 15 718      | 47,13       |  |
|                | Roger Holeindre               | FN             | 5 986        | 18,11        |             |             |  |
|                | Jean-Claude Mejsak            | PS (ADFP)      | 2 453        | 7,42         |             |             |  |
|                | Jean-François Baillon         | GÉ (EÉ)        | 1 994        | 6,03         |             |             |  |
|                | Nicole Petit                  | Extrême droite | 1 096        | 3,32         |             |             |  |
|                | Jean-Jacques Franchtein       | AP             | 778          | 2,35         |             |             |  |
|                | Geneviève Meyer               | LT-LNÉ         | 552          | 1,67         |             |             |  |
|                | Cécile Pahour                 | Divers droite  | 505          | 1,53         |             |             |  |
|                | Sandra Rosendale              | LO             | 429          | 1,3          |             |             |  |
|                | Marie-Josèphe Descarpentries  | Divers droite  | 428          | 1,29         |             |             |  |
|                | René Magne                    | Divers         | 285          | 0,86         |             |             |  |
|                | Louis Ducret                  | Divers         | 241          | 0,73         |             |             |  |
|                | Jean-Philippe Rodony          | Régionaliste   | 172          | 0,52         |             |             |  |
|                |                               |                |              |              |             |             |  |
| Inscrits       | Inscrits                      | Inscrits       | 52 645       | 100,00       | 52 641      | 100,00      |  |
| Abstentions    | Abstentions                   | Abstentions    | 18 332       | 34,82        | 17 372      | 33          |  |
| Votants        | Votants                       | Votants        | 34 313       | 65,18        | 35 269      | 67          |  |
| Blancs et nuls | Blancs et nuls                | Blancs et nuls | 1 252        | 3,65         | 1 921       | 5,45        |  |
| Exprimés       | Exprimés                      | Exprimés       | 33 061       | 96,35        | 33 348      | 94,55       |  |

#### Douzième circonscription (Le Raincy)
| Candidat       | Candidat                  | Parti          | Premier tour | Premier tour | Second tour | Second tour |  |
| Candidat       | Candidat                  | Parti          | Voix         | %            | Voix        | %           |  |
| -------------- | ------------------------- | -------------- | ------------ | ------------ | ----------- | ----------- |  |
|                | Éric Raoult sortant réélu | RPR (UPF)      | 13 671       | 36,9         | 19 752      | 68,19       |  |
|                | Gilbert Péréa             | FN             | 7 185        | 19,39        | 9 215       | 31,81       |  |
|                | Pascal Popelin            | PS (ADFP)      | 5 476        | 14,78        |             |             |  |
|                | Francis Terquem           | GÉ (EÉ)        | 2 743        | 7,4          |             |             |  |
|                | Gilbert Klein             | PCF            | 2 503        | 6,76         |             |             |  |
|                | Gérard Probert            | Divers gauche  | 1 096        | 2,96         |             |             |  |
|                | Violette Nougaret         | LT-LNÉ         | 874          | 2,36         |             |             |  |
|                | Olivier Guilbaud          | Divers droite  | 837          | 2,26         |             |             |  |
|                | Patrick Pennetier         | LO             | 568          | 1,53         |             |             |  |
|                | René Hauchard             | Divers         | 440          | 1,19         |             |             |  |
|                | Guy Depelley              | MDC            | 400          | 1,08         |             |             |  |
|                | Edmond Magne              | Divers         | 377          | 1,02         |             |             |  |
|                | Louis Cognet              | UDI            | 332          | 0,9          |             |             |  |
|                | Annie Franchtein          | AP             | 291          | 0,79         |             |             |  |
|                | Virgile René              | Régionaliste   | 134          | 0,36         |             |             |  |
|                | François Sabado           | LCR            | 120          | 0,32         |             |             |  |
|                |                           |                |              |              |             |             |  |
| Inscrits       | Inscrits                  | Inscrits       | 57 957       | 100,00       | 57 956      | 100,00      |  |
| Abstentions    | Abstentions               | Abstentions    | 19 335       | 33,36        | 22 791      | 39,32       |  |
| Votants        | Votants                   | Votants        | 38 622       | 66,64        | 35 165      | 60,68       |  |
| Blancs et nuls | Blancs et nuls            | Blancs et nuls | 1 575        | 4,08         | 6 198       | 17,63       |  |
| Exprimés       | Exprimés                  | Exprimés       | 37 047       | 95,92        | 28 967      | 82,37       |  |

#### Treizième circonscription (Noisy-le-Grand)
| Candidat       | Candidat                 | Parti                      | Premier tour | Premier tour | Second tour | Second tour |  |
| Candidat       | Candidat                 | Parti                      | Voix         | %            | Voix        | %           |  |
| -------------- | ------------------------ | -------------------------- | ------------ | ------------ | ----------- | ----------- |  |
|                | Christian Demuynck élu   | RPR (UPF)                  | 10 544       | 28,3         | 18 605      | 51,98       |  |
|                | Jacques Mahéas sortant   | PS (ADFP)                  | 7 782        | 20,89        | 17 187      | 48,02       |  |
|                | Michel Paulin            | FN                         | 5 701        | 15,3         |             |             |  |
|                | Françoise Richard        | diss. RPR                  | 4 304        | 11,55        |             |             |  |
|                | Jean-Luc Bennahmias      | Les Verts (EÉ)             | 3 157        | 8,47         |             |             |  |
|                | Claude Coulbaut          | PCF                        | 2 616        | 7,02         |             |             |  |
|                | Liliane Allain           | LO                         | 598          | 1,61         |             |             |  |
|                | Louise Cartier           | Divers droite              | 592          | 1,59         |             |             |  |
|                | Pierre Charat            | Divers gauche (Maj. prés.) | 581          | 1,56         |             |             |  |
|                | Georgette Gérard         | LT-LNÉ                     | 480          | 1,29         |             |             |  |
|                | Jean-Luc Battini         | Divers                     | 462          | 1,24         |             |             |  |
|                | Raymond Gené de Cucurull | SÉGA                       | 316          | 0,85         |             |             |  |
|                | Simone Vitré             | AP                         | 122          | 0,33         |             |             |  |
|                |                          |                            |              |              |             |             |  |
| Inscrits       | Inscrits                 | Inscrits                   | 57 030       | 100,00       | 57 030      | 100,00      |  |
| Abstentions    | Abstentions              | Abstentions                | 18 496       | 32,43        | 18 744      | 32,87       |  |
| Votants        | Votants                  | Votants                    | 38 534       | 67,57        | 38 286      | 67,13       |  |
| Blancs et nuls | Blancs et nuls           | Blancs et nuls             | 1 279        | 3,32         | 2 494       | 6,51        |  |
| Exprimés       | Exprimés                 | Exprimés                   | 37 255       | 96,68        | 35 792      | 93,49       |  |